# Харьковецкий сельский совет (Лохвицкий район)
Харьковецкий сельский совет (укр. Харковецька сільська рада) — входит в состав
Лохвицкого района
Полтавской области
Украины.
Административный центр сельского совета находится в 
с. Харьковцы.

## История
- 1918 — дата образования.

## Населённые пункты совета
- с. Харьковцы
- с. Архиповка
- с. Западинцы